# Ryan Guzman
Ryan Anthony Guzman (* 21. září 1987, Abilene, Texas, USA) je americký herec a model. Nejvíce se proslavil rolí Seana Asa ve filmech Let's Dance: Revolution a Let's Dance All In, rolí Noaha Sandborna ve snímku Kluk od vedle a rolí Carlose v miniseriálu Hrdinové: Znovuzrození. Od roku 2018 hraje roli Eddieho Diaze v seriálu Záchranáři L. A..

## Životopis
Narodil se v Abilene v Texasu. Jeho matka je Lisa (rozená Hudson), která se narodila v Kalifornii a má anglické, skotské, německé, francouzské, nizozemské a švédské kořeny. Jeho otec Ray pochází z Mexika. V mladém věku se přestěhoval do Sacramenta v Kalifornii. Navštěvoval Sierra College. Má mladšího bratra Stevena.

## Kariéra
V roce 2012 se objevil v dokumentárním filmu Made in Hollywood: Teen Edition. Ve stejném roce získal roli v tanečním filmu Let's Dance: Revolution jako Sean Asa. Roli si zopakoval ve filmu Let's Dance All In v roce 2014. V roce 2013 získal vedlejší roli v seriálu Prolhané krásky.
V roce 2015 se objevil po boku Jennifer Lopez ve filmu Kluk od vedle. Roli Ria Pacheca si získal ve filmu Jem and the Holograms. Ve stejném roce se objevil ve spin-offu seriálu Hrdinové Hrdinové: Znovuzrození. V roce 2018 získal roli Eddieho Diaze v seriálu Záchranáři L. A..

## Osobní život
Guzman a jeho přítelkyně herečka Chrysti Ane oznámili v září 2018, že čekají první dítě. Jejich syn se narodil v lednu 2019.

## Filmografie

### Film
| Rok  | Název                           | Role          | Poznámky |
| ---- | ------------------------------- | ------------- | -------- |
| 2012 | 72 Hours with Empire            | Sám sebe      | cameo    |
| 2012 | Made in Hollywood: Teen Edition | Sám sebe      | cameo    |
| 2012 | Let's Dance: Revolution         | Sean Asa      |          |
| 2013 | Dokaž to! Lovec žen             | Brett         |          |
| 2013 | April Rain                      | Alex          |          |
| 2014 | Beyond Paradise                 | Sebastian     |          |
| 2014 | There's Always Woodstock        | Dylan         |          |
| 2014 | Let's Dance All In              | Sean Asa      |          |
| 2015 | Kluk od vedle                   | Noah Sandborn |          |
| 2015 | Jem and the Holograms           | Rio Pacheco   |          |
| 2016 | Everybody Wants Some!           | Kenny Roper   |          |
| 2018 | Beyond Paradise                 | Sebastian     |          |
| 2018 | Papi Chulo                      | Rodrigo       |          |
| 2018 | Armed                           | Jonesie       |          |
| 2018 | Backtrace                       | Lucas         |          |
| 2019 | Windows on the World            | Fernando      |          |
| 2019 | The Cleansing Hour              | Max           |          |

### Televize
| Rok        | Název                  | Role             | Poznámky                 |
| ---------- | ---------------------- | ---------------- | ------------------------ |
| 2012       | Cameras                | Ryan             | díl: „Walrus“            |
| 2012       | All the Right Moves    | Sám sebe         | Cameo                    |
| 2013       | Prolhané krásky        | Jake             | vedlejší role, 9 dílů    |
| 2015       | Hrdinové: Znovuzrození | Carlos Gutierrez | vedlejší role, 13 dílů   |
| 2016       | Notorious              | Ryan Mills       | hlavní role, 10 dílů     |
| 2017       | Chopped Junior         | porotce          | díl: „Three Ring Kitch“  |
| 2017–dosud | Záchranáři L. A.       | Eddie Diez       | hlavní role (od 2. řady) |